# 2001 a sportban
2001 legfontosabb sporteseményei a következők voltak:
- május – A labdarúgó NB1-et a Ferencvárosi Torna Club nyeri.
- június 3–10. – Belfastban rendezték meg a 11. amatőr ökölvívó-világbajnokságot.
- június 13. – Az Üllői úti stadionban rendezett magyar labdarúgókupa-döntőben a Debrecen csapata 5–2-re győzi le a székesfehérvári Videoton együttesét.
- augusztus 19. – Michael Schumacher megszerzi a Magyar Nagydíjon 4. Formula–1-es világbajnoki címét.
- május – A labdarúgó bajnokok ligáját a Bayern München nyeri, miután a milánói döntőben tizenegyesekkel legyőzi a Valenciát.
- december 13–16. – Antwerpenben rendezik a rövid pályás úszó-Európa-bajnokságot.

## Születések

### Január
- január 1. – Conor Noss, ír válogatott labdarúgó
- január 2.
  - Cole Caufield, U20-as világbajnok amerikai jégkorongozó
  - Luiz Henrique, brazil korosztályos válogatott labdarúgó
- január 3.
  - Landon Sims, amerikai baseballjátékos
  - Harald Nilsen Tangen, norvég korosztályos válogatott labdarúgó
- január 4.
  - Albert Johansson, U18-as világbajnok jégkorongozó
  - Odilon Kossounou, elefántcsontparti válogatott labdarúgó
  - Emir Tombul, török származású amerikai-svájci labdarúgó
- január 5.
  - David Costa, portugál korosztályos válogatott labdarúgó
  - Mihajlo Petrovics Mudrik, ukrán labdarúgó
  - Sabit James Ngor, ausztrál labdarúgó
  - Cameron York, U17-es és U20-as világbajnok amerikai jégkorongozó
- január 6.
  - Bafodé Diakité, francia labdarúgó
  - Oscar Aga, norvég korosztályos válogatott labdarúgó
- január 8.
  - Jon Pacheco, spanyol labdarúgó
  - Aliou Traoré, francia labdarúgó
  - Rober, spanyol korosztályos válogatott labdarúgó
- január 9.
  - Rodrygo Goes, brazil válogatott labdarúgó
  - Zeke Nnaji, NBA-bajnok amerikai kosárlabdázó
  - Sallay Péter, magyar teniszező
  - Christian Witzig, svájci korosztályos válogatott labdarúgó
- január 10.
  - Connor Prielipp, amerikai baseballjátékos
  - Arnau Puigmal, spanyol korosztályos válogatott labdarúgó
- január 11.
  - Bryan Gil, spanyol labdarúgó
  - Mack Guzda, amerikai jégkorongozó
  - Patrik Puistola, finn jégkorongozó
  - Trae Coyle, angol labdarúgó
- január 14.
  - Myron Boadu, holland labdarúgó
  - Ask Tjærandsen-Skau, norvég korosztályos válogatott labdarúgó
  - Anssi Suhonen, finn válogatott labdarúgó
- január 15.
  - Álvaro Martín, spanyol labdarúgó
  - Connor McMichael, U20-as világbajnok kanadai jégkorongozó
- január 17.
  - Josh Kasevich, amerikai baseballjátékos
  - Mason Lohrei, amerikai jégkorongozó
  - Kilian Zundel, osztrák válogatott jégkorongozó
- január 18.
  - Mikko Kokkonen, U18-as világbajnok és U20-as világbajnoki bronzérmes finn jégkorongozó
  - Felix Mambimbi, svájci labdarúgó
  - Łukasz Łakomy, lengyel korosztályos válogatott labdarúgó
- január 19. – Sára Ryggshamar Nysted, feröeri úszó
- január 20.
  - Ole Martin Kolskogen, norvég korosztályos válogatott labdarúgó
  - Antti Tuomisto, finn jégkorongozó
- január 21.
  - Kirby Dach, kanadai jégkorongozó
  - Jake LaCava, amerikai labdarúgó
  - Víctor Mollejo, U19-es Európa-bajnok spanyol labdarúgó
- január 23. – Olga Danilović, szerb hivatásos teniszezőnő
- január 24.
  - Leevi Aaltonen, finn jégkorongozó
  - Hunter Armstrong, olimpiai és világbajnok amerikai úszó
  - Matthias Seidl, osztrák válogatott labdarúgó
  - Carter Young, amerikai baseballjátékos
- január 25. – Simon Asta, német labdarúgó
- január 26.
  - Peyton Graham, amerikai baseballjátékos
  - Peyton Krebs, kanadai jégkorongozó
- január 27. – Thomas Ceccon junior világ- és Európa-bajnok, ifjúsági olimpiai bajnok olasz úszó
- január 28.
  - Joaquin Blazquez, argentin labdarúgó
  - Alex Newhook, kanadai jégkorongozó
  - Marvin Senaya, francia labdarúgó
- január 29. – Lameck Banda, zambiai válogatott labdarúgó
- január 31. – Zach Neto, amerikai baseballjátékos

### Február
- február 1. – Borja Sainz, spanyol labdarúgó
- február 2.
  - Theo De Percin, francia labdarúgó
  - Thiago Nuss, argentin labdarúgó
- február 3. – Rhys Williams, angol labdarúgó
- február 5.
  - Karl Henriksson, U18-as világbajnok svéd jégkorongozó
  - Pedro de la Vega, argentin labdarúgó, olimpikon
  - Duncan McGuire, amerikai labdarúgó
- február 7.
  - Kacper Smoliński, lengyel korosztályos válogatott labdarúgó
  - Maik Nawrocki, lengyel korosztályos válogatott labdarúgó
- február 9. – Dylan Cozens, kanadai jégkorongozó
- február 10. – Sergio Camello, spanyol korosztályos válogatott labdarúgó
- február 11. – Gabriel Pec, brazil labdarúgó
- február 12. – Lucas Margueron, francia labdarúgó
- február 13.
  - Gavin Cross, amerikai baseballjátékos
  - Kaapo Kakko, U18-as, U20-as és felnőtt világbajnok finn jégkorongozó
- február 14.
  - Justin Campbell, amerikai baseballjátékos
  - Brooks Lee, amerikai baseballjátékos
- február 16. – Wouter Burger, holland korosztályos válogatott labdarúgó
- február 19. – I Gangin, dél-koreai válogatott labdarúgó
- február 22. – Nino Kinder, német jégkorongozó
- február 23.
  - Rinky Hijikata, ausztrál teniszező
  - Justin Hryckowian, amerikai jégkorongozó
- február 24. – Jordan Spence, U20-as világbajnoki ezüstérmes kanadai jégkorongozó
- február 25.
  - Alexandre Pierre, haiti válogatott labdarúgó
  - Samuel Poulin, kanadai jégkorongozó
- február 26.
  - Victor Söderström, svéd jégkorongozó
  - Alex Turcotte, U20-as világbajnok amerikai jégkorongozó
  - Hinokio Kóki, japán labdarúgó
- február 27. – Largie Ramazani, belga korosztályos válogatott labdarúgó
- február 28. – Bryce Duke, amerikai labdarúgó

### Március
- március 1. – Jesús Owono, egyenlítői guineai válogatott labdarúgó
- március 2. – Ville Heinola, U20-as világbajnok finn jégkorongozó
- március 3. – Tom Gaál, német labdarúgó
- március 6. – Álex Balboa, spanyol születésű egyenlítői guineai válogatott labdarúgó
- március 7.
  - Jakob Pelletier, kanadai jégkorongozó
  - Tomás Tavares, portugál korosztályos válogatott labdarúgó
  - Ben Bender, amerikai labdarúgó
- Charles De Ketelaere, Európa-liga-győztes belga válogatott labdarúgó
- március 12.
  - Samuel Ballet, svájci korosztályos válogatott labdarúgó
  - Henry Thrun, U17-es és U20-as világbajnok, U18-as világbajnoki bronzérmes amerikai válogatott jégkorongozó
- március 13.
  - James Garner, angol labdarúgó
  - Valtteri Pulli, finn jégkorongozó
  - Michal Karbownik, lengyel válogatott labdarúgó
- március 16. – Cooper Hjerpe, amerikai baseballjátékos
- március 17.
  - Niklas Hedl, osztrák labdarúgó
  - Pietro Pellegri, olasz labdarúgó
- március 19. – Ernest Muçi, albán válogatott labdarúgó
- március 20. – Trevor Zegras, U20-as világbajnok amerikai jégkorongozó
- március 21.
  - Aurelian Dragomir, román műugró, ifjúsági olimpikon
  - Mathias Olesen, luxemburgi válogatott labdarúgó
- március 22. – Albin Grewe, U18-as világbajnok svéd jégkorongozó
- március 24.
  - Nagy Adrienn, junior párosban Australian Open-bajnok magyar teniszező
  - William Saliba, kameruni származású francia labdarúgó
- március 25. – Francis Momoh, nigériai labdarúgó
- március 26. – Benoît Badiashile, francia labdarúgó
- március 28. – Brock Jonesg, amerikai baseballjátékos
- március 29. – Alexis Beka Beka, francia labdarúgó
- március 30. – Anasztaszija Szergejevna Potapova, orosz hivatásos teniszezőnő

### Április
- április 1. – Julian von Moos, svájci korosztályos válogatott labdarúgó
- április 2. – Tician Tushi, svájci korosztályos válogatott labdarúgó
- április 4. – David Strelec, szlovák labdarúgó
- április 5.
  - John Beecher, amerikai jégkorongozó
  - Matthew Boldy, U18-as és U20-as világbajnok amerikai jégkorongozó
- április 6.
  - Tobias Björnfot, svéd jégkorongozó
  - Moritz Seider, német jégkorongozó
  - Henri Koide, svájci korosztályos válogatott labdarúgó
- április 7.
  - Kayla Sanchez, junior világbajnok, olimpiai ezüstérmes és világbajnoki bronzérmes kanadai úszó
  - Jakub Sypek, lengyel korosztályos válogatott labdarúgó
- április 9.
  - Sinaly Diomande, elefántcsontparti válogatott labdarúgó
  - Aleksander Paluszek, lengyel korosztályos válogatott labdarúgó
- április 11. – Manuel Ugarte, uruguayi válogatott labdarúgó
- április 13. – Noah Katterbach, német labdarúgó
- április 16.
  - Tatiana Salcuțan, moldáv úszó
  - Santiago Naveda, mexikói korosztályos válogatott labdarúgó
- április 18. – Santiago Giménez, CONCACAF-aranykupa-győztes mexikói válogatott labdarúgó
- április 19.
  - Jordan Beck, amerikai baseballjátékos
  - Spencer Knight, U20-as világbajnok amerikai jégkorongozó
  - Raphael Onyedika, nigériai válogatott labdarúgó
  - Maximilian Arfsten, amerikai labdarúgó
- április 20. – Adam Mazur, amerikai baseballjátékos
- április 22.
  - Vilen Prokofjev, kazah jégkorongozó († 2020)
  - Henrik Heggheim, norvég korosztályos válogatott labdarúgó
- április 23. – Gastón Verón, argentin labdarúgó
- április 24. – Anasztaszija Viktorovna Misina, orosz műkorcsolyázó
- április 25. – Reginaldo Ramires, brazil labdarúgó
- április 26. – Thiago Almada, argentin válogatott labdarúgó
- április 27.
  - Flavius Daniliuc, osztrák labdarúgó
  - Krisztian Dobrev, bolgár labdarúgó
  - Hozmann Szonja, magyar alpesisíző, olimpikon
  - Albin Sundsvik, U18-as világbajnok svéd jégkorongozó
- április 28.
  - Franco Ibarra, argentin labdarúgó
  - Henri Nikkanen, finn jégkorongozó

### Május
- május 2.
  - Antonella Ferradans, uruguayi női válogatott labdarúgó
  - Andre Reynolds, amerikai labdarúgó
  - Yerson Mosquera, kolumbiai korosztályos válogatott labdarúgó
- május 3. – Darian Males, svájci korosztályos válogatott labdarúgó
- május 4. – Nicolas Seiwald, osztrák válogatott labdarúgó
- május 5.
  - Jacob Berry, amerikai baseballjátékos
  - Jordyn Huitema, kanadai női labdarúgó
- május 6.
  - Umaro Embalo, portugál labdarúgó
  - Kornelius Normann Hansen, norvég korosztályos válogatott labdarúgó
- május 8. – Fabian Hochegger, osztrák válogatott jégkorongozó
- május 9.
  - Maxime Bastian, francia labdarúgó
  - Peyton Pallette, amerikai baseballjátékos
- május 11.
  - Pusztai Liza, kadét világ- és Európa-bajnok, ifjúsági olimpiai bajnok, felnőtt Európa-bajnoki ezüst- és bronzérmes magyar kardvívó
  - Nicolas Vouilloz, svájci labdarúgó
- május 12.
  - Issa Kaboré, Burkina Fasó-i válogatott labdarúgó
  - Max Alves, brazil labdarúgó
- május 14.
  - Jack Hughes, amerikai jégkorongozó
  - Spencer Jones, amerikai baseballjátékos
  - Daniel Susac, amerikai baseballjátékos
- május 17. – Nathan Staios, kanadai jégkorongozó
- május 20. – Aaron Kiil Olsen, norvég korosztályos válogatott labdarúgó
- május 21. – Varju Benedek, magyar labdarúgó
- május 22.
  - Joshua Zirkzee, holland labdarúgó
  - Maciej Śliwa, lengyel korosztályos válogatott labdarúgó
- május 23. – Albert Grønbæk, dán korosztályos válogatott labdarúgó
- május 24.
  - Simon Holmström, svéd jégkorongozó
  - Strahinja Pavlović, szerb válogatott labdarúgó
- május 27. – Michal Teplý, cseh jégkorongozó
- május 28.
  - Mamadou Kaly Sène, szenegáli labdarúgó
  - Ryan Suzuki, kanadai jégkorongozó
  - Brayden Tracey, kanadai jégkorongozó
- május 29. – Andrew Torgashev, amerikai műkorcsolyázó
- május 30. – Szabó Tibor Benedek, világ- és Európa-bajnok magyar kempós
- május 31.
  - Iga Świątek, lengyel teniszező
  - Taylor Booth, amerikai válogatott labdarúgó

### Június
- június 4.
  - Hugo Alnefelt, svéd jégkorongozó
  - Kubo Takefusza, japán labdarúgó
- június 6. – Chukwubuike Adamu, osztrák válogatott labdarúgó
- június 8. – Blade Tidwell, amerikai baseballjátékos
- június 11.
  - Billy Gilmour, skót válogatott labdarúgó
  - Osame Sahraoui, norvég korosztályos válogatott labdarúgó
- június 13. – Bowen Byram, kanadai jégkorongozó
- június 15. – Magnus Nordengen Knudsen, norvég korosztályos válogatott labdarúgó
- június 16. – Nelson Palacio, kolumbiai válogatott labdarúgó
- június 17.
  - Bledian Krasniqi, svájci korosztályos válogatott labdarúgó
  - Abdallah Sima, szenegáli válogatott labdarúgó
- június 18. – Gabriel Martinelli, brazil labdarúgó
- június 20.
  - Nicolas Jackson, szenegáli válogatott labdarúgó
  - Abdoul Bamo Meite, francia labdarúgó
- június 21. – Jack Robinson, angol labdarúgó
- június 22. – George Campbell, amerikai labdarúgó
- június 24.
  - Baila Diallo, francia labdarúgó
  - Vaszilij Alekszandrovics Podkolzin, orosz jégkorongozó
- június 25. – Philip Broberg, U18-as világbajnok svéd jégkorongozó
- június 26.
  - Arthur Kaliyev, U20-as világbajnok amerikai jégkorongozó
  - Sterlin Thompson, amerikai baseballjátékos
  - Daniel Afriyie, ghánai válogatott labdarúgó
- június 27.
  - Antti Saarela, finn jégkorongozó
  - Mathias Kjølø, norvég korosztályos válogatott labdarúgó
  - Edwin Mosquera, kolumbiai korosztályos válogatott labdarúgó
- június 28. – Bryan Reynolds, amerikai válogatott labdarúgó

### Július
- július 3. – Folarin Balogun, amerikai válogatott labdarúgó
- július 5. – Elmer Söderblom, U18-as világbajnok svéd jégkorongozó
- július 7. – Arvid Costmar, U18-as világbajnok svéd jégkorongozó
- július 8. – Benjamin Nygren, svéd labdarúgó
- július 10.
  - Nicholas Defreitas-Hansen, dán labdarúgó
  - Olaf Kobacki, lengyel korosztályos válogatott labdarúgó
- július 12.
  - Thomas Harrington, amerikai baseballjátékos
  - Kaylee McKeown, ifjúsági és felnőtt olimpiai bajnok, világbajnoki ezüstérmes ausztrál úszónő
- július 13.
  - Kwadwo Opoku, ghánai korosztályos válogatott labdarúgó
  - Adrian Durrer, svájci korosztályos válogatott labdarúgó
- június 17. – Aarne Intonen, finn jégkorongzoó
- július 18. – Enzo Fittipaldi, brazil autóversenyző
- július 20. – Álex Baena, spanyol korosztályos válogatott labdarúgó
- július 23. – Christian Lundgaard, dán autóversenyző
- július 24. – Ryan Johnson, U20-as világbajnok amerikai jégkorongozó
- július 25.
  - Bukta Csaba, magyar labdarúgó
  - Daan Rots, holland labdarúgó
- július 27.
  - Lewin Blum, svájci labdarúgó
  - Miguel Gutiérrez, spanyol korosztályos válogatott labdarúgó
- július 28.
  - Philip Tomasino, U20-as világbajnoki ezüstérmes kanadai jégkorongozó
  - Cole Bassett, amerikai válogatott labdarúgó
- július 29. – Aune Heggebø, norvég korosztályos válogatott labdarúgó

### Augusztus
- augusztus 1. – Gabriel Pereira, brazil labdarúgó
- augusztus 3.
  - Joshua Kitolano, kongói DK-i születésű norvég korosztályos válogatott labdarúgó
  - Kevin Parada, amerikai baseballjátékos
- augusztus 5. – Chukwubuikem Ikwuemesi, nigériai labdarúgó
- augusztus 7. – Cayden Wallace, amerikai baseballjátékos
- augusztus 8. – Malick Thiaw, U21-es Európa-bajnok német labdarúgó
- augusztus 11.
  - Dylan Beavers, amerikai baseballjátékos
  - Oleh Makszimovics Szerbin, Európa-bajnoki ezüstérmes ukrán műugró, ifjúsági olimpikon
- augusztus 14. – Chris-Kévin Nadje, elefántcsontparti labdarúgó
- augusztus 15.
  - Dávid Janka, magyar szinkronúszó
  - Oliver Antman, finn válogatott labdarúgó
- augusztus 16.
  - Jannik Sinner, olasz teniszező
  - Willem Geubbels, francia korosztályos válogatott labdarúgó
- augusztus 19.
  - Thomas Harley, U20-as világbajnoki ezüstérmes amerikai jégkorongozó
  - Max Wagner, amerikai baseballjátékos
- augusztus 20. – Cade Horton, amerikai baseballjátékos
- augusztus 22.
  - Gabriel Hughes, amerikai baseballjátékos
  - Mateusz Bogusz, lengyel korosztályos válogatott labdarúgó
- augusztus 23. – Abdoul Tapsoba, burkina fasó-i válogatott labdarúgó
- augusztus 31. – Amanda Anisimova, junior Grand Slam-tornagyőztes amerikai hivatásos teniszezőnő

### Szeptember
- szeptember 1.
  - Runar Hauge, norvég labdarúgó
  - Pál Tamara, magyar kézilabdázó
  - Semuel Pizzignacco, olasz labdarúgó
- szeptember 2. – Maciej Rosołek, lengyel korosztályos válogatott labdarúgó
- szeptember 3.
  - Emil Konradsen Ceide, norvég korosztályos válogatott labdarúgó
  - Vas Kata Blanka, magyar kerékpárversenyző
- szeptember 6. – Maciej Bortniczuk, lengyel labdarúgó
- szeptember 8. – Yago Gomes do Nascimento, svájci labdarúgó
- szeptember 10. – Késely Ajna, Európa-bajnoki ezüstérmes, junior Európa-bajnok és ifjúsági olimpiai bajnok magyar úszó
- szeptember 11. – Nicholas Robertson, amerikai jégkorongozó
- szeptember 12. – Karol Knap, lengyel korosztályos válogatott labdarúgó
- szeptember 14. – Ernest Terpiłowski, lengyel korosztályos válogatott labdarúgó
- szeptember 16. – Salvatore Esposito, amerikai labdarúgó
- szeptember 19.
  - Jack Quinn, U20-as világbajnoki ezüstérmes kanadai jégkorongozó
  - Isak Dybvik Määttä, norvég korosztályos válogatott labdarúgó
- szeptember 20.
  - Federico Burdisso, világ- és Európa-bajnoki bronzérmes és ifjúsági olimpiai bronzérmes olasz úszó
  - Noah Weisshaupt, német labdarúgó
  - Johnny Cardoso, amerikai válogatott labdarúgó
- szeptember 27. – Tocuka Júto, japán snowboardversenyző, olimpikon

### Október
- október 1. – Mason Greenwood, angol és jamaicai válogatott labdarúgó
- október 2. – Rogyion Amirov, U18-as világbajnoki ezüstérmes orosz jégkorongozó
- október 3.
  - El Bilal Touré, mali válogatott labdarúgó
  - Hussayn Touati, francia labdarúgó
- október 8. – Chase DeLauter, amerikai baseballjátékos
- október 11. – Peresztegi Nagy Kinga, magyar vízilabdázó
- október 12.
  - Malcom Adu Ares Djalo, spanyol labdarúgó
  - Ousseynou Niang, szenegáli válogatott labdarúgó
- október 13. – Celestino Vietti, olasz motorversenyző
- október 15. – Dimitr Tonev, bolgár labdarúgó
- október 16. – Willian Pacho, ecuadori válogatott labdarúgó
- október 19.
  - Özbas Szofi, ifjúsági olimpiai bajnok, junior Európa-és világbajnok magyar cselgáncsozó
  - Shanyder Borgelin, haiti válogatott labdarúgó
- október 20. – Makk Péter, magyar teniszező
- október 22. – Brendan Brisson, U20-as világbajnok amerikai jégkorongozó
- október 23. – David Schumacher, német autóversenyző
- október 24.
  - Gyurinovics Fanni, junior Európa-bajnok magyar úszó
  - Jack Lahne, zambiai születésű svéd labdarúgó
- október 30. – Crysencio Summerville, holland labdarúgó

### November
- november 2.

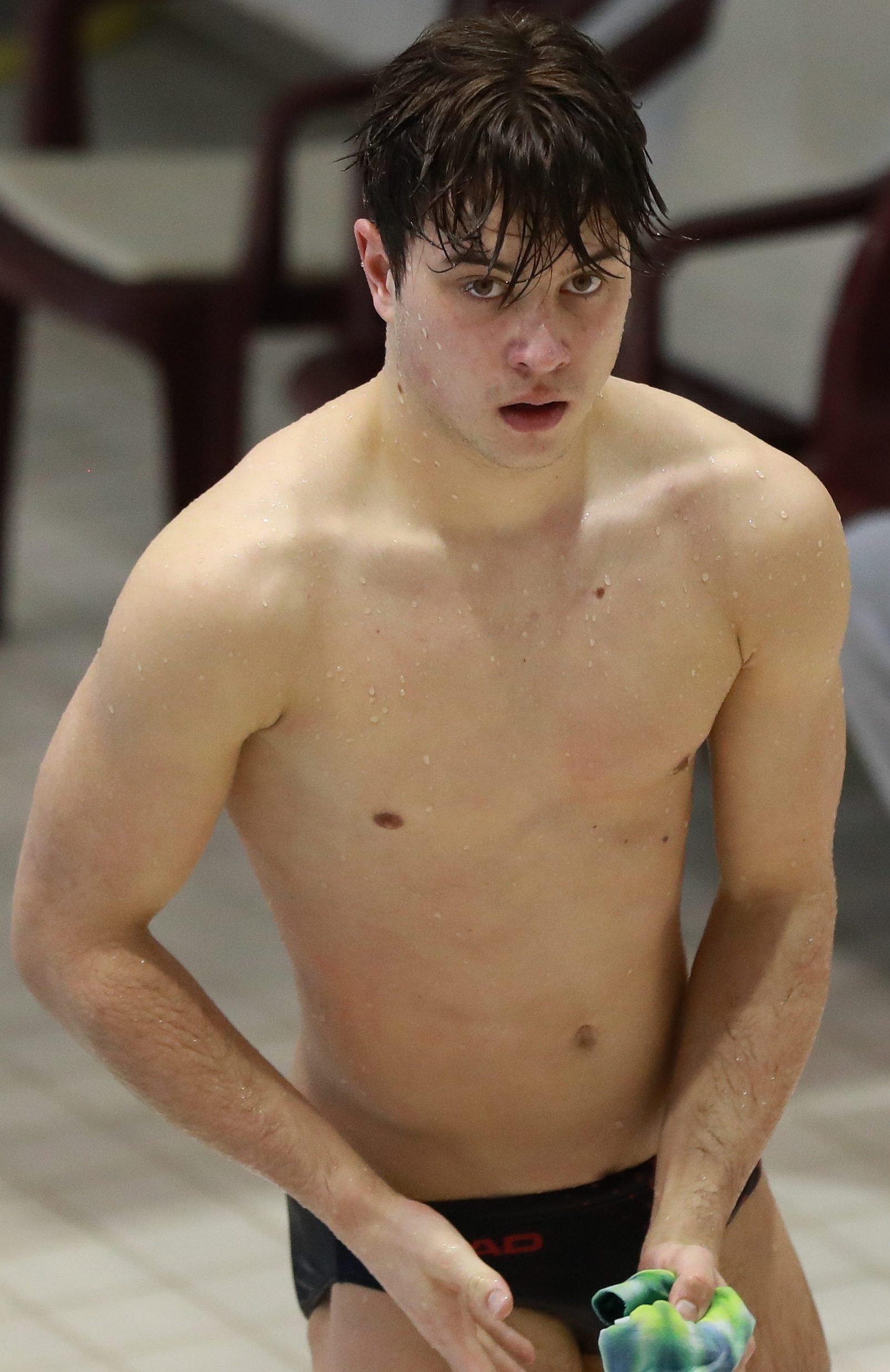
Vincent Wiegand műugró

  - Moisés Caicedo, ecuadori válogatott labdarúgó
  - Sean Farrell, U18-as világbajnoki bronzérmes amerikai válogatott jégkorongozó, olimpikon
  - Piotr Samiec-Talar, lengyel korosztályos válogatott labdarúgó
- november 8. – Vincent Wiegand, német műugró
- november 11. – Jan Olschowsky, német labdarúgó
- november 14.
  - Harrison Ashby, skót korosztályos válogatott labdarúgó
  - Aleksander Pawlak, lengyel labdarúgó
- november 15. – Justin Barron, U20-as világbajnoki ezüstérmes és felnőtt világbajnok kanadai jégkorongozó
- november 16. – Aidan Morris, amerikai válogatott labdarúgó
- november 21. – Rafał Adamski, lengyel labdarúgó
- november 23. – Nico Porteous, olimpiai bronzérmes új-zélandi síakrobata
- november 24. – Clement Akpa, elefántcsontparti válogatott labdarúgó
- november 27.
  - Aimar Oroz, spanyol labdarúgó
  - Kevin Schade, német válogatott labdarúgó
- november 30. – Elias Manoel, brazil labdarúgó

### December
- december 2.
  - Albek Anna, junior Európa-bajnok magyar válogatott kézilabdázó
  - Radics Márton, magyar labdarúgó
- december 3. – Jackson Conway, amerikai labdarúgó
- december 11.
  - Armel Bella-Kotchap, német labdarúgó
  - Rassoul Ndiaye, francia labdarúgó
- december 12. – Michael Olise, angol-francia labdarúgó
- december 13. – Philipp Wimmer, osztrák válogatott jégkorongozó
- december 17. – Abde Ezálzúlí, marokkói labdarúgó
- december 19. – Ilyés Laura Vanda, magyar úszó
- december 20.
  - Sepp van den Berg, holland labdarúgó
  - Facundo Pellistri, uruguayi válogatott labdarúgó
- december 21. – Ivan Olekszijovics Smuratko, ukrán műkorcsolyázó
- december 23. – Marjanovics Annamária, magyar sakkozó, női nemzetközi nagymester (WGM)
- december 24. – Emma Weyant, olimpiai ezüstérmes amerikai úszó
- december 25. – Alexandre Jankewitz, svájci labdarúgó
- december 26. – Sam Colangelo, U20-as világbajnok amerikai jégkorongozó
- december 27.
  - Ander Barrenetxea Muguruza, baszk nemzetiségű spanyol labdarúgó
  - Devon Levi, U20-as világbajnoki ezüstérmes kanadai jégkorongozó
- december 31. – Xavier Mbuyamba, holland labdarúgó

## Halálozások
- január 12. – Csermák József, olimpiai bajnok magyar kalapácsvető (* 1932)
- január 18. – Borisz Andrianovics Sztyenyin, világbajnok, Európa-bajnoki ezüstérmes és olimpiai bronzérmes szovjet gyorskorcsolyázó (* 1935)
- január 22. – Tommie Agee, World Series bajnok amerikai baseballjátékos (* 1942)
- február 18. – Dale Earnhardt, amerikai NASCAR autóversenyző (* 1951)
- február 25.
  - Édouard Artigas, olimpiai és világbajnok francia párbajtőrvívó (* 1906)
  - Don Bradman, ausztrál krikettjátékos (* 1908)
- február 28. – Mario Bergara, uruguayi válogatott labdarúgó (* 1937)
- március 8. – Bent Hansen, olimpiai ezüstérmes dán válogatott labdarúgó (* 1933)
- március 18. – Tóth Gyula, olimpiai és világbajnoki bronzérmes magyar birkózó (* 1927)
- március 30. – Tandari János, magyar bajnok rali-navigátor (* 1940)
- április 10. – Andy Farkas, NFL-bajnok amerikai amerikai futballista (* 1916)
- május 6.
  - Nemere Zoltán, olimpiai és világbajnok magyar vívó (* 1942)
  - René Bondoux, olimpiai bajnok francia tőrvívó, katonatiszt (* 1905)
- május 9. – André Neury, svájci válogatott labdarúgó (* 1921)
- május 21. – Barna Sándor, magyar bajnok magyar labdarúgó, kapus (* 1933)
- június 16. – Ranga László, magyar bajnok raliversenyző (* 1957)
- június 30. – Giancarlo Brusati, olimpiai és világbajnok olasz párbajtőrvívó, sportvezető (* 1910)
- augusztus 1. – Karol Szenajch, Európa-bajnoki ezüstérmes lengyel jégkorongozó, olimpikon (* 1907)
- augusztus 8. – Palicskó Tibor magyar labdarúgó, edző (* 1928)
- augusztus 13. – Jim Hughes, World Series bajnok amerikai baseballjátékos (* 1923)
- október 13. – Fritz Fromm, olimpiai bajnok német kézilabdázó, edző (* 1913)
- november 30. – Ernst Hufschmid, svájci válogatott labdarúgó, edző (* 1913)